# Jiří Stříteský
Jiří Stříteský (3. listopadu 1943 Praha – 10. března 2019 Praha) byl český politik, senátor za obvod č. 43 – Pardubice, primátor Pardubic a člen ODS.

## Vzdělání, profese a rodina
Po maturitě na obchodní akademii v Pardubicích vystudoval v letech 1961 až 1966 Vysokou školu ekonomickou v Praze.
Po studiu na vysoké škole pracoval na vedoucích pozicích v podnicích Prefa Pardubice a Průmstav Pardubice. Po roce 1990 si založil obchodně-poradenskou firmu, které se věnoval do roku 1998.
S manželkou Věrou měl dvě dcery, Michaelu a Veroniku.

## Politická kariéra
V letech 1990 až 2010 působil jako zastupitel Pardubic, z toho v letech 1998 až 2006 byl primátorem Pardubic. Do ODS vstoupil krátce po jejím založení. V letech 2000 až 2004 pracoval jako člen zastupitelstva Pardubického kraje.
V roce 2004 se stal členem Senátu PČR, když porazil tehdejší nezávislou senátorku Jaroslavu Moserovou kandidující za US-DEU v poměru 38,61 % ku 26,32 % hlasů v prvním kole a 53,84 % všech platných hlasů v druhém kole. V senátu byl členem Výboru pro hospodářství, zemědělství a dopravu. Byl také předsedou Senátorského klubu ODS. Ve volbách 2010 mandát senátora neobhájil, když se ziskem 15,36 % hlasů obsadil až 4. místo.

## Kontroverze
Roku 2009 dostal Jiří Stříteský od senátního imunitního výboru pokutu dva tisíce korun za příliš rychlou jízdu v obci Rybitví na Pardubicku, dvojnásobek toho, kolik mu chtěli v blokovém řízení vyměřit strážníci. Jejich postup se ale Stříteskému nezdál v pořádku a tak raději o projednání požádal imunitní výbor.